# Вайдгаузен
Вайдгаузен (нім. Weidhausen) — громада в Німеччині, розташована в землі Баварія. Підпорядковується адміністративному округу Верхня Франконія. Входить до складу району Кобург.
Площа — 9,61 км2. Населення становить 3146 ос. (станом на 31 грудня 2020).